# 火山鳥屬
火山鳥（學名:Huoshanornis） 是一屬反鳥亞綱鳥類。生存在白堊紀早期的九佛堂組，化石發現於中國遼寧省朝陽市。 模式種為湖積火山鳥（H.huji）。